# Mistrz kamuflażu
Mistrz kamuflażu (The Master of Disguise) – amerykański film komediowy z 2002 roku w reżyserii Perry'ego Andelina Blake'a.
Mistrz kamuflażu był filmowym debiutem reżysera. Pomimo sukcesu komercyjnego i dochodu ponad 43 milionów dolarów, zebrał on negatywne opinie krytyków

## Fabuła
Włochy, 1979,  Fabbrizio Disguisey jest ostatnim tajnym agentem z rodziny „Mistrzów kamuflażu”. Nie chcąc aby jego syn w niemowlęcym wieku Pistachio również pracował w niebezpiecznym zawodzie decyduje się na ukrycie rodzinnej tajemnicy. 
Dwadzieścia trzy lata później Fabbrizio prowadzi spokojne życie jako właściciel restauracji w której pracuje razem ze swoją żoną i synem. Bowman, który dopiero co opuścił więzienie porywa Fabbrizia wraz z jego żoną, i zmusza go aby ten używał swych umiejętności do  kradzieży legendarnych artefaktów. Pistachio w tym czasie zostaje odwiedzony przez swojego pradziadka, który zdradza mu rodzinną tajemnicę i rozpoczyna szkolenie. 
Pistachio dzięki treningowi i pomocy swojej asystentki Jennifer, pokonuje Bowmana, bierze z nią ślub i przyjmuje tytuł mistrza kamuflażu. 